# قانوني بإنصاف (مسلسل)
قانوني بانصاف (بالانجليزية Fairly Legal) هو مسلسل قانوني فئة كوميدي درامي تم عرضه على شبكة USA الأمريكية من 20 يناير 2011 إلى انتهائه 15 يونيو 2012. المسلسل من بطولة سارة شاهى ومايكل تروكو وفرجينيا ويليامز وبارون فون وريان جونسون. وقد ألغت شبكة USA الأمريكية العرضة في 1 نوفمبر 2012، بعد موسمين، بسبب انخفاض تقيمات المسلسل. 

## نظرة عامة
المسلسل من بطولة سارة شاهي في دور كيت رييد، فتاة غيرت مهنتها من محامية إلى وسيطة، تعمل في مكتب محاماة سان فرانسيسكو الذي انشأها والدها. في بداية المسلسل والدها يكون مات توا، تاركا زوجته لورين مسؤولة عن الشركة بينما تحاول كيت والعاميلن في الشركة التأقلم على فقدانهم السيد رييد.
يركز المسلسل على علاقه كيت ولورين، اللاتي في نفس العمر تقريبا، ومحاولتهم العمل معا وتطوير علاقتهم في اطار كوميدي. ووفقًا لشاهي، فإن الشخصيات «تأخد خطوتين للامام تارة وبعدها قفزات عملاقه للخلف تارة أخرى». وقد ذكرت أيضًا أن تاريخهم يقسمهم في أوقات معينة، ويربطهم في أوقات أخرى. «في نهاية اليوم، يساعدون بعضهم البعض، لأنهم عائلة».

## طاقم الممثلين والشخصيات

### الشخصيات الأساسية
- سارة شاهي في دور كيت ريد: محامية بارزة في شركة والدها، أصبحت وسيطة تقييمية بعد ان ادركت صراغها الاخلاقي مع مهنتها كمحامية.
- مايكل تروكو في دور جاستن باتريك: كيت معزولة، وزوجها السابق، مساعد المدعي العام في سان فرانسيسكو. يستمرون في علاقة متقطعة، تستمر طوال فترة العرض.
- فيرجينيا ويليامز في دور لورين ريد: رئيسة كيت الجديد وزوجة أبيها. تفترض كيت أن برود لورين بعد وفاة زوجها هو دليل على تحجر قلبها، لكن تفسر لورين أنها ببساطة تفعل ما بوسعها لمنع الشركة من التفكك في غياب زوجها. عندما تسخر كيت من قدرت لورين على أن تكون الرئيسة، تكشف لورين أنها كانت تدير الشركة في السنوات القليلة الماضية من حياة زوجها. في البداية لا تصدق كيت، لكن سرعان ما تبذل لورين قصارى جهدها لإبقاء الشركة واقفة على قدميها بعد إفلاس العديد من عملائها.
- ريان جونسون في دور بين غروغان (الموسم الثاني): شريك كيت وعدوها في Reed & Reed ؛ هو مطارد سيارة إسعاف سابق يحب المال والفوز. في وقت لاحق، بدأ في شراكة أكثر مع كيت ويصبح مصلحة حب محتملة.
- بارون فون في دور ليوناردو «ليو» برينس: مساعد كيت. متحمس، واسع الحيلة، ولاعب خيالي عاطفي. لديه موهبة في الحفاظ على كيت في بعض الأحيان من المشاكل مع العملاء ولورين.

### شخصيات متكررة
- ريتشارد دين أندرسون في دور ديفيد سميث: رجل لديه الأسرار كثيرة يدخل حياة كيت بعد وفاة والدها.[9]
- إيثان إمبري في دور سبنسر: [10] شقيق كيت، الذي كان سابقًا محامًا في شركة العائلة. سبنسر هو أب في المنزل بينما تعمل زوجته تيري.
- جيرالد مكاراني في دور القاضي ديفيد نيكاسترو: قاض لا يعجب كيت بسبب تحولها إلى الوساطة، لكنه يستخدمها للتوسط في بعض قضاياه.
- ديفون ويغال في دور كيم (الموسم الأول): فتاة تعمل في Reed & Reed. بدأت هي وليوناردو بالمواعدة في النهاية.

## التطوير والإنتاج

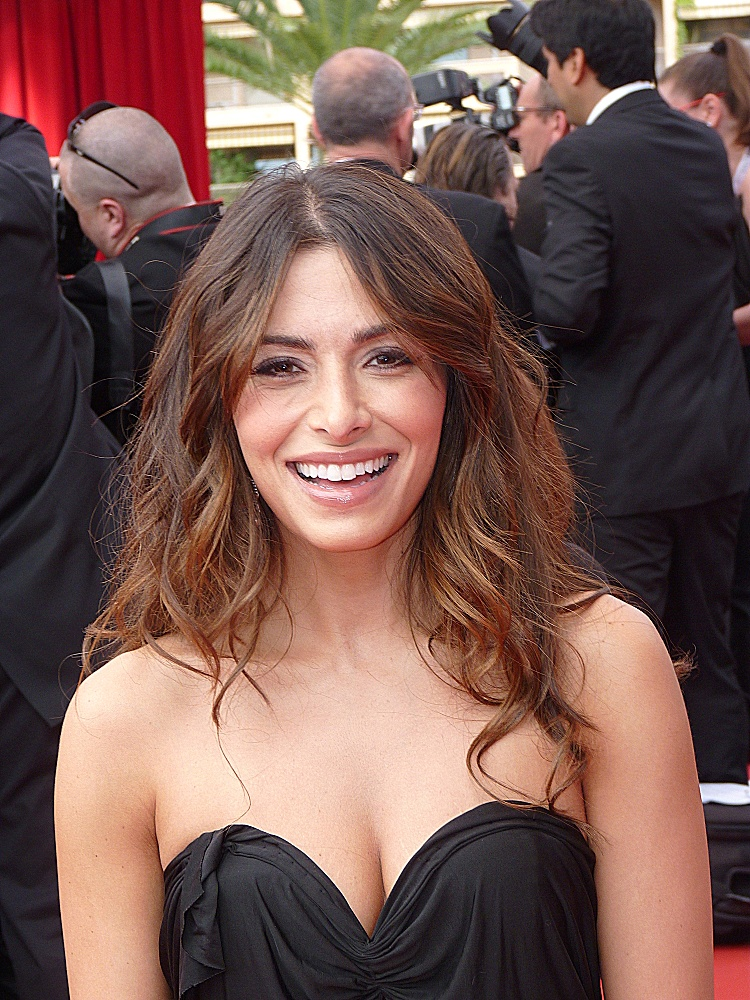
الممثلة الرئيسية سارة شاهي في مهرجان مونتي كارلو 2012.

ظهر Fairly Legal لأول مرة في قائمة التطوير لشبكة USA الامريكية في أغسطس 2009، تحت عنوان العمل (واجه كيت) Facing Kate. تم إنشاء المسلسل وكتابته بوساطة مايكل ساردو، الذي يعمل أيضًا كمنتج تنفيذي.  بدأت إعلانات للبحث عن ممثلين في أواخر أكتوبر، عندما فازت سارة شاهي في الدور الرئيسي لكيت ريد. انضم مايكل تروكو وفرجينيا ويليامز إلى فريق التمثيل في أوائل نوفمبر. 
تم إخراج الحلقة التجريبية (الحلقة الأولى), التي مدتها 75 دقيقة، برونون هيوز. أعطي المسلسل الضوء الأخضر للبدء بالموسم الأول في 15 مارس 2010، مع طلب 11 حلقة. بدأ الإنتاج في يونيو في فانكوفر، كولومبيا البريطانية، كندا.  في سبتمبر، تم تخفيض العدد الإجمالي للحلقات من اثني عشر إلى عشرة بسبب مشاكل الجدولة.
في 2 مايو لعام 2011، أعلنت شبكة USA الأمريكية أنه تم تجديد مسلسل Fairly Legal للموسم الثاني المكون من 13 حلقة، والتي دخلت حيز الإنتاج في وقت لاحق في عام 2011. في 4 يناير 2012، تم الإعلان عن عرض الموسم الثاني من Fairly Legal لأول مرة في 16 مارس 2012. انتقل المسلسل إلى يوم الجمعة الساعة 9:00 مساءً، مقترنة بـ In Plain Sight.

### موسيقى
الأغنية الرئيسية (أغنية الشارة)، "The Yellow Brick Road Song"، يؤديها شاعر الكلمة والموسيقي اايوكا اوكواو. شارك في تأليفها المنتج ديفيد فرانز، وهي الأغنية الرئيسية من ألبومها قل نعم.

## الحلقات

### الموسم الأول (2011)
اعلنت شبكة USA الأمريكية في 2 مايو 2011، أن مسلسل Fairly Legal تم تجديده للموسم الثاني والاخير المكون من 13 الحلقة، والذي عرض لأول مرة في 16 مارس وانتهى في 15 يونيو 2012.   بدأ الإنتاج للموسم الثاني في 28 أكتوبر 2011. وفي مقدمة الموسم تم مشاهدة، ريان جونسون الذي قم بدور بن جروجان بشكل منتظم. ظهر مارك موسى في حلقة واحدة كمحام قوي. ظهر باري شاباكا هينلي في الحلقة الثانية كعميل «الذي لا يخشى من اللعب القاسي». ظهر ميت لوف في الحلقة التاسعة في دور تشارلي ديكاي، رئيس النقابة الذي يهدد بإضراب في سان فرانسيسكو.

## بث
أستراليا، تم عرض المسلسل لأول مرة على شبكة Seven Network في 10 يوليو 2012،  وعاد للموسم الثاني في 26 مايو 2013.

## استقبال
جذب المسلسل Fairly Legal عند عرضه للمرة الأولى 3.9 مليون مشاهد، مع وجود ما يقرب من ثلث المشاهدين من اعمار 49-18 في التصنيف الديموغرافي. فقدت الحلقة حوالي 500000 مشاهد من أول عرض له في منتصف الموسم لأول مرة من الدراما الطبية Royal Pains.
مقالة كتبت لـمجلة Entertainment Weekly ، أشار دارين فرانش إلى التشابه في مضمون مسلسل Fairly Legal مع مسلسل أخر ناجح من إنتاج شبكة USA الأمريكية ووصف العرض بأنه «علاج أمريكي جاهز تمامًا». وأشاد بأداء شاهي في دور كيت، قائلاً إنها «تجعلك تعتقد أن المرأة حطام قلق ووسيطة لامعة في نفس الوقت»، وأشاد ببعض «الفرص المثيرة للاهتمام» التي اتخذها المنتجون. ومع ذلك، أخذ العرض لمهمة عدم استخدام إعداده في سان فرانسيسكو كما حصل مع المسلسل الآخر من إنتاج شبكة USA الأمريكية مواقعهم وانتقد بشكل قانوني إلى حد ما لعدم معرفة «ما إذا كانت تريد أن تكون دراما كئيبة أو quirkfest قانونية متقلبة». ووافق روبرت بيانكو من مجلة يو إس إيه توداي في تقييم أداء شاهي، واصفا إياه بأنه «محبوب على الفور»، ووصف المسلسل بأنه «قطعة مبنية بشكل جيد من وسائل الترفيه الشعبية من مزود موثوق يمكن الاعتماد عليه، مع نجم سهل الإعجاب. وفرضية سهلة الفهم». في مراجعة للموسم الثاني، أشاد بروس فريتس من دليل التلفزيون ويليامز وأشاد بالعلاقة بين لورين وكيت، مشيرًا إلى تأثيرها على تطوير الشخصية. 

### التقييمات
| الموسم | الوقت (ET)        | # الحلقة. | متقدم         | متقدم                             | انتهى         | انتهى                       | الموسم التلفزيوني | المشاهدون المشاهدون (بالملايين) |
| الموسم | الوقت (ET)        | # الحلقة. | تاريخ         | العرض الأول المشاهدون (بالملايين) | تاريخ         | خاتمة المشاهدون (بالملايين) | الموسم التلفزيوني | المشاهدون المشاهدون (بالملايين) |
| ------ | ----------------- | --------- | ------------- | --------------------------------- | ------------- | --------------------------- | ----------------- | ------------------------------- |
| 1      | الخميس 10:00 مساءً | 10        | 20 يناير 2011 | 3.88                              | 24 مارس 2011  | 4.08                        | 2011              | 4.58                            |
| 2      | الجمعة 9:00 مساءً  | 13        | 16 مارس 2012  | 3.50                              | 15 يونيو 2012 | 2.48                        | 2012              | 2.74                            |

أصدرت يونيفرسال بيكتشرز المملكة المتحدة الموسم القانوني إلى حد ما 1 على DVD المنطقة 2 في 31 يناير 2013.
| اسم DVD       | الحلقة # | تواريخ الإصدار | تواريخ الإصدار | تواريخ الإصدار |
| اسم DVD       | الحلقة # | المنطقة 1      | المنطقة 2      | المنطقة 4      |
| ------------- | -------- | -------------- | -------------- | -------------- |
| الموسم الأول  | 10       | 5 يونيو 2012 1 | 24 يوليو 2012  | —              |
| الموسم الثاني | 13       | 11 يونيو 2013  | —              | —              |

## روابط خارجية
- قانوني بانصاف على موقع IMDb (الإنجليزية)
- قانوني بانصاف على موقع ميتاكريتيك (الإنجليزية)
- قانوني بانصاف على موقع روتن توميتوز (الإنجليزية)
- قانوني بانصاف على موقع كينوبويسك (الروسية)
- قانوني بانصاف على موقع ألو سيني (الفرنسية)
- قانوني بانصاف على موقع قاعدة بيانات الفيلم (الإنجليزية)